# 小米哈伊利夫卡 (白采爾克瓦區)
49°52′13″N 29°52′15″E / 49.87028°N 29.87083°E
小米哈伊利夫卡（烏克蘭語：Мала Михайлівка）是位於烏克蘭北部的村莊，由基辅州白采爾克瓦區的富爾西市鎮負責管轄。該村面積3.76平方公里，海拔高度193米，2001年人口241，人口密度每平方公里64.1人。